# Université d'État de Kennesaw
L'université d'État de Kennesaw (en anglais : Kennesaw State University ou KSU) est une université américaine située à Kennesaw, dans le comté de Cobb, en Géorgie.

## Galerie

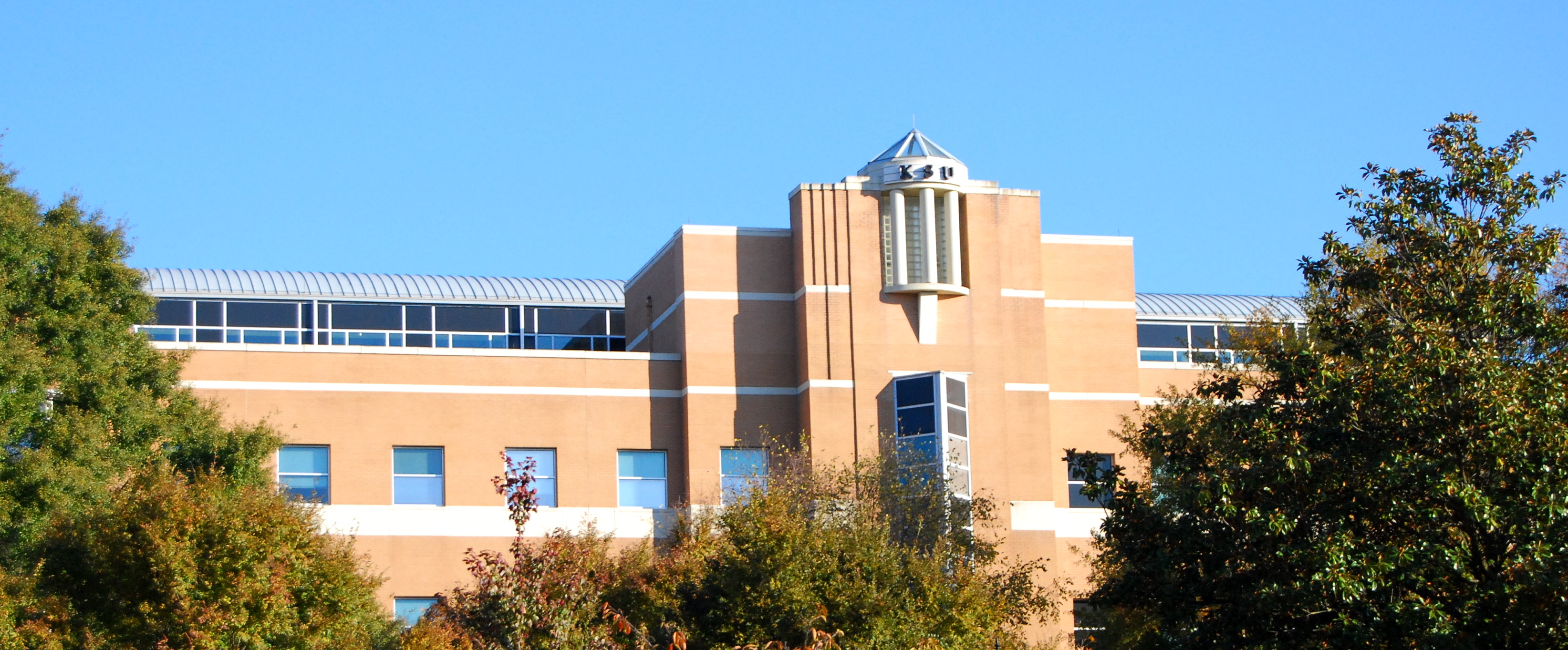
Le bâtiment qui accueille le Coles College of Business, composante de l'Université.
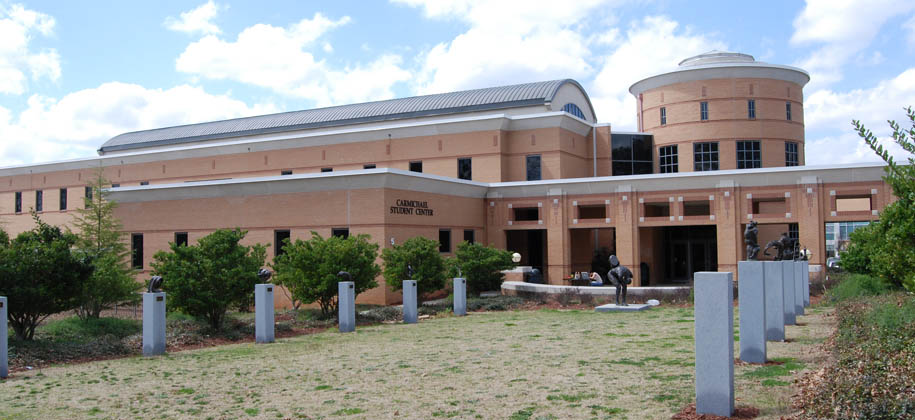
Student Center de l'Université.